# Sebastián Ayala (futbolista)
Jhoan Sebastián Ayala Sanabria (Floridablanca, Colombia, 14 de septiembre de 1995) es un futbolista colombiano. Juega de mediocampista, actualmente juega en el club Comunicaciones de Guatemala.

## Trayectoria

### Inicios
Sebastián Ayala nació en Floridablanca (Santander) pero siendo un niño se trasladó a Bogotá junto a su familia, allí inició su etapa como futbolista en el año 2005 al ingresar en las escuelas de formación de La Equidad, tercer club de fútbol en importancia e historia de la capital colombiana. Luego, pasó a las fuerzas básicas de La Equidad. En las diferentes categorías del club capitalino se desempeñó como delantero, sin embargo, en el 2012 cambió de posición en el campo y pasó a ser volante de primera línea, posición que le dio valía para ascender al equipo profesional de La Equidad en el 2013 con 17 años.

### C.D. Nacional
El 10 de julio de 2014 La Equidad informa que el jugador bumangués es fichado por el Clube Desportivo Nacional de la Liga ZON Sagres de Portugal. El jugador de 18 años firmó un contrato que lo vincula al club portugués por cinco temporadas.

### La Equidad
Después de cinco meses de estadía en el fútbol portugués, su corto rodaje en la plantilla titular de Nacional dio paso a su regreso a La Equidad, para reforzar al club del entrenador entrante Santiago Escobar Saldarriaga.

### Millonarios
El 26 de julio de 2017 es presentado como nuevo jugador de Millonarios Fútbol Club de la Categoría Primera A cedido por seis meses. Debuta el 12 de agosto en la victoria por la mínima frente a La Equidad como visitantes entrando en el segundo tiempo por Henry Rojas. El jugador esta en equipo hasta 31 de julio de 2018.

## Selección nacional
Ayala ha sido parte de selecciones Colombia sub-18 y sub-20. Disputó el Torneo Esperanzas de Toulon de 2014 con la Selección de fútbol sub-20 de Colombia como capitán del equipo que no logró avanzar de la primera fase.

## Clubes
| Club                | País      | Año           |
| ------------------- | --------- | ------------- |
| La Equidad          | Colombia  | 2013 - 2014   |
| Nacional            | Portugal  | 2014          |
| La Equidad          | Colombia  | 2015 - 2017   |
| Millonarios         | Colombia  | 2017 - 2018   |
| Jaguares de Córdoba | Colombia  | 2018 - 2021   |
| Deportivo Pasto     | Colombia  | 2021          |
| Deportes Quindío    | Colombia  | 2022-2023     |
| Patriotas Boyacá    | Colombia  | 2023-2024     |
| Comunicaciones      | Guatemala | 2024-presente |

## Estadísticas
| Club                       | Temporada           | Liga  | Liga  | Copa Nacional | Copa Nacional | Copa Internacional | Copa Internacional | Total | Total |
| Club                       | Temporada           | Part. | Goles | Part.         | Goles         | Part.              | Goles              | Part. | Goles |
| -------------------------- | ------------------- | ----- | ----- | ------------- | ------------- | ------------------ | ------------------ | ----- | ----- |
| La Equidad · Colombia      | 2014                | 7     | 0     | 2             | 0             | -                  | -                  | 9     | 0     |
| La Equidad · Colombia      | 2015                | 10    | 0     | 4             | 0             | -                  | -                  | 14    | 0     |
| La Equidad · Colombia      | Total               | 17    | 0     | 6             | 0             | 0                  | 0                  | 23    | 0     |
| Nacional Portugal          | 2015                | 6     | 0     | 0             | 0             | 1                  | 0                  | 7     | 0     |
| Nacional Portugal          | Total               | 6     | 0     | 0             | 0             | 1                  | 0                  | 7     | 0     |
| La Equidad · Colombia      | 2015                | 12    | 0     | 1             | 0             | -                  | -                  | 13    | 0     |
| La Equidad · Colombia      | 2016                | 10    | 0     | 3             | 0             | -                  | -                  | 13    | 0     |
| La Equidad · Colombia      | 2017                | 0     | 0     | 0             | 0             | -                  | -                  | 0     | 0     |
| La Equidad · Colombia      | Total               | 22    | 0     | 4             | 0             | 0                  | 0                  | 26    | 0     |
| Millonarios · Colombia     | 2017                | 4     | 0     | 0             | 0             | -                  | -                  | 4     | 0     |
| Millonarios · Colombia     | 2018                | 1     | 0     | 0             | 0             | -                  | -                  | 1     | 0     |
| Millonarios · Colombia     | Total               | 5     | 0     | 0             | 0             | 0                  | 0                  | 5     | 0     |
| Deportivo Pasto · Colombia | 2021                | 1     | 0     | 0             | 0             | 0                  | 0                  | 1     | 0     |
| Deportivo Pasto · Colombia | Total               | 1     | 0     | 0             | 0             | 0                  | 0                  | 1     | 0     |
| Total en su carrera        | Total en su carrera | 51    | 0     | 10            | 0             | 1                  | 0                  | 61    | 0     |

## Palmarés

### Campeonatos nacionales
| Título                | Club        | País     | Año  |
| --------------------- | ----------- | -------- | ---- |
| Torneo Finalización   | Millonarios | Colombia | 2017 |
| Superliga de Colombia | Millonarios | Colombia | 2018 |